# Dorcopsis hageni
Dorcopsis hageni är en pungdjursart som beskrevs av Amos Arthur Heller 1897. Dorcopsis hageni ingår i släktet större skogsvallabyer och familjen kängurudjur. IUCN kategoriserar arten globalt som livskraftig. Inga underarter finns listade.
Pungdjuret förekommer på norra Nya Guinea och vistas där i låglandet och i kulliga områden. Habitatet utgörs av tropiska regnskogar och människans trädgårdar.
Ett uppstoppat exemplar av hankön som representerar arten (holotyp) förvarades tillsammans med ett kranium och en päls från en hona av Karlsruhes naturhistoriska museum. Efter andra världskriget befarades att föremålen blev förstörda under allierade bombningar av staden men 2016 återupptäcktes alla objekt i museets samlingar.
Arten kännetecknas av en vit längsgående strimma på huvudets, halsens och ryggens topp. Annars liknar den sina nära släktingar. Dorcopsis hageni blir 42,5 till 60 cm lång (huvud och bål), har en 31,5 till 37,8 cm lång svans och väger 5 till 6 kg.
Denna skogsvallaby är dagaktiv. Den äter enligt Nya Guineas ursprungsbefolkning kackerlackor och andra ryggradslösa djur som den hittar vid klippor eller vid vattendragens strandlinjer.